# Kasteel Raath

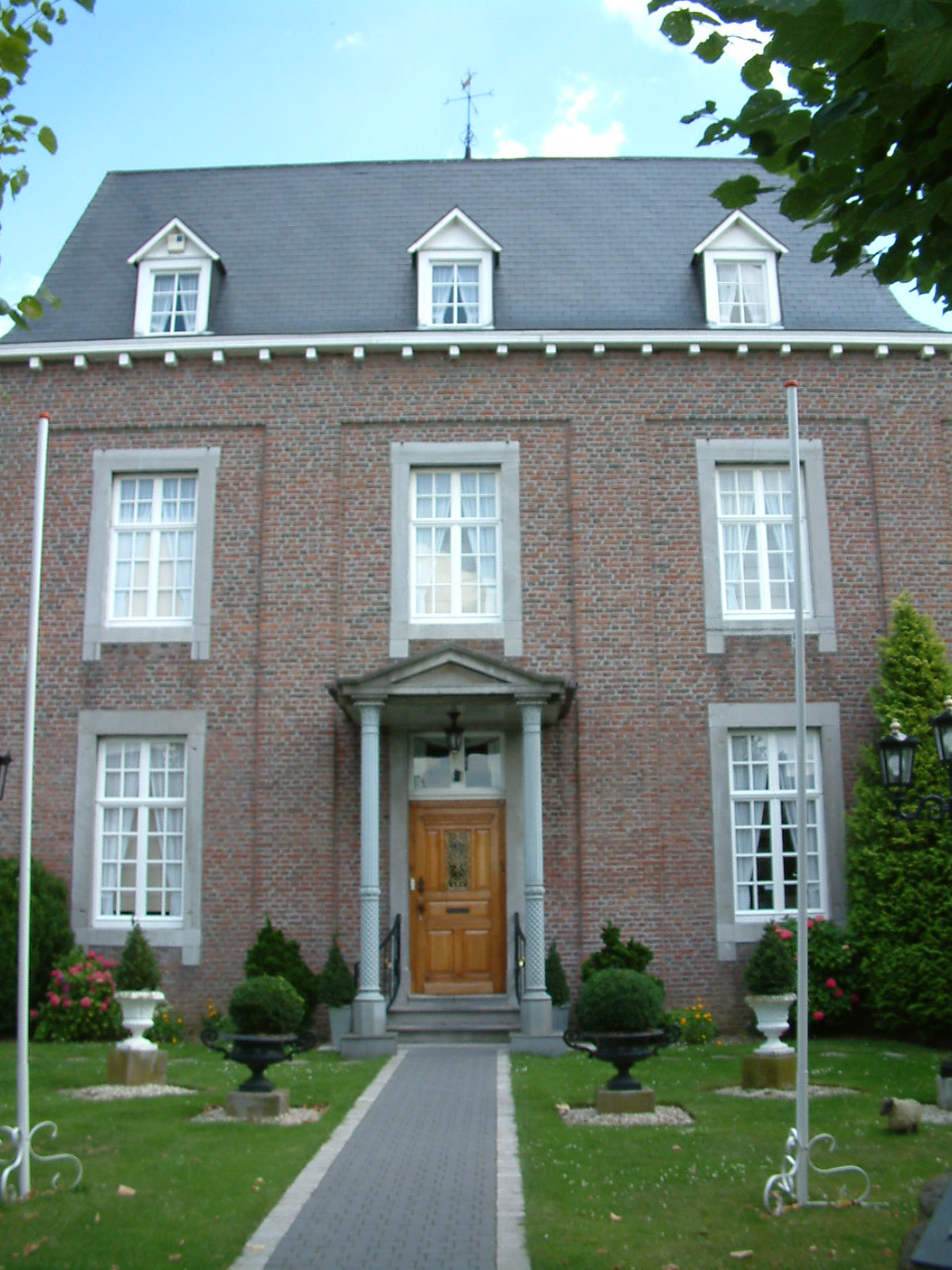
Huis Raath te Bingelrade

Kasteel Raath is een edelmanshuis uit 1804 in het dorp Bingelrade in de gemeente Beekdaelen, Nederlands-Limburg.

## Beginjaren
Door het huwelijk in 1687 met Anna Judith Tummers uit Raath had de uit Venlo afkomstige drossaard van het graafschap Amstenrade Gerard Duyckers zich in 1685 in Bingelrade gevestigd, waar hij in Raath in 1686 op de fundamenten van het voormalige middeleeuwse kasteel een landhuis bouwde, dat de naam 'Het Kasteel' kreeg.
Naast dit 'kasteel' bouwde hij op eigen kosten een kapel die op 5 oktober 1690 door Mgr. Reginaldus Cools, bisschop van Roermond, geconsacreerd werd. Deze kapel was gewijd aan de Heilige Jozef. 
Zijn zoon Leopold behaalde aan de Leuvense universiteit eveneens de graad van licentiaat in de beide rechten. Als drossaard haalde hij zich, door een veroordeling van leden der Bokkenrijdersbende, de haat op de hals van deze dieven- en moordenaarsbende. Na herhaalde inbraakpogingen  staken deze, een vilder met zijn dochter uit het naburige Hoensbroek, het kasteel te Raath in brand. Beiden werden te Schinnen opgehangen. Daar het kasteel voorlopig onbewoonbaar was geworden verbleef hij de rest van zijn leven te Aken, bij zijn zuster, waar hij in 1753 overleed. 

## Het Tweede Huis
Het kasteel werd in 1804 grondig gerestaureerd door de architect Duijkers uit Luik. De laatste der familie Duijkers was Coenraad Jos Duijkers, die op het kasteel te Raath overleed op 24 september 1808; zijn vrouw overleed er op 27 augustus 1835. De in 1688 gebouwde huiskapel werd alleen bezocht door de bewoners van het kasteel. Op 8 april 1688 werd voor het eerst de heilige mis gelezen door een broer van drossaard Duijkers die vervolgens op doordeweekse dagen de mis opdroeg in de kapel. Duyckers en zijn echtgenote Anna Judith Timmers schonken in 1698 tot 'behoeft en de fundatie van eenige Missen in de Capelle' 4000 Luikse guldens. Zij bezaten het patronaatsrecht. De eerste officiële rector was J. Tummers, die in 1708 werd aangesteld en 56 jaar aan de kapel verbonden bleef. Het visitatierapport van 25 september 1722 vermeldt dat de kapel pas in 1708 door drossaard Duyckers werd gesticht en van meer fundaties zou zijn voorzien. Hoe deze kapel er heeft uitgezien, is onbekend. De opvolger van Tummers was Jan Cremers van 1780 tot oktober 1836. 
In 1877 werd de kleine huiskapel vergroot en hierdoor voor iedereen toegankelijk gesteld. De laatste Rector van deze kapel, in 1936, was weer een weleerwaarde Heer Tummers. De kapel is hierna gesloopt.
Een kleine rest, zijnde een zijingang van de kapel die uitkwam in het park, is in aug. 1863 gesloopt. In 1835 ging het kasteel met aanhorigheden, waaronder nog koetsierswoning, remise, paarden-, koeien- en runderstallen, enz. over aan de familie Janssen. De laatsten der fam. Janssen verkochten het kasteel in 1960 aan de gemeente Bingelrade. De gemeente Bingelrade verkocht op 10 januari 1962 het kasteel met bijgebouwen aan architect Herman Hubert Lendfers, gehuwd met Maria Josephina Elise Handels. Laatst genoemde Lendfers restaureerden de gebouwen en hebben het kasteel bewoond tot 5 september 1978.  
De volgende eigenaar werd familie Rijkers, zij hebben het sanitair gemoderniseerd en het kasteel voorzien van centrale verwarming. In het kasteel werd hun eerste kind geboren. Na drie jaar het kasteel te hebben bewoond, hebben zij het weer verkocht. Op 1 januari 1982 werd eigenaar en bewoner Nanning Cornelis Nap, koopman en beëdigd makelaar, gehuwd met Adolfina Johanna Anna Noppen. Zij hebben het kasteel, de bijgebouwen en de tuinen nog zeer verfraaid.

## Restauratie
Na enkele jaren leegstand kocht in 1986 De heer W.Th. Migchelsen, gehuwd met Rosetta Rosalba Spurio, het toen al verwaarloosde gebouw aan. Trapsgewijs werden ingrijpende restauraties uitgevoerd, zoals zandstralen van de muren, invoegen, vernieuwing van alle kozijnen en ramen. Intern werden diverse plafonds geheel gerestaureerd. De Salon du 'Marquise' en de jachtkamer zijn ingericht voor de groothandel en verkoop aan particulieren van Migelli sieraden met diamant. In 2004 bestond het gebouw 200 jaar. Ter ere van dit jubileum is in de tuin een fontein geplaatst. Tijdens een feest op 30 mei werd deze ingezegend door Monseigneur Rossi uit Rome. De opzet om het kasteel in optimale vorm en uitvoering te restaureren gaat tot op de dag van vandaag door.

## Kasteel
Het huidige 'kasteel' werd opgetrokken in 1804 naar plannen van de Luikse architect Duckers. In die tijd werd het pand op een akkercomplex opgetrokken. Iets zuidelijk op de hoek van de Kruisstraat herinnerde in 1803 een deel van een gracht nog aan de voorganger van het huidige landhuis.
Het huidige gebouw bestaat uit een bakstenen huis op een vierkant grondplan met natuurstenen vensteromlijstingen onder een hoog mansardedak. Het huis wordt geflankeerd door twee identieke, witgepleisterde, eenlaagse bijgebouwen die een klein voorplein (court d'honneur) begrenzen. Ze omsluiten een soort die via een ijzeren hek tussen bakstenen pijlers toegankelijk is. Op de kaart van Tranchot staat het complex nog niet aangegeven.
In het woonhuis bevindt zich onder andere een Lodewijk XVI-trap, geschilderd behang en een schoorsteenmantel met chinoiserie.

## Afbeeldingen

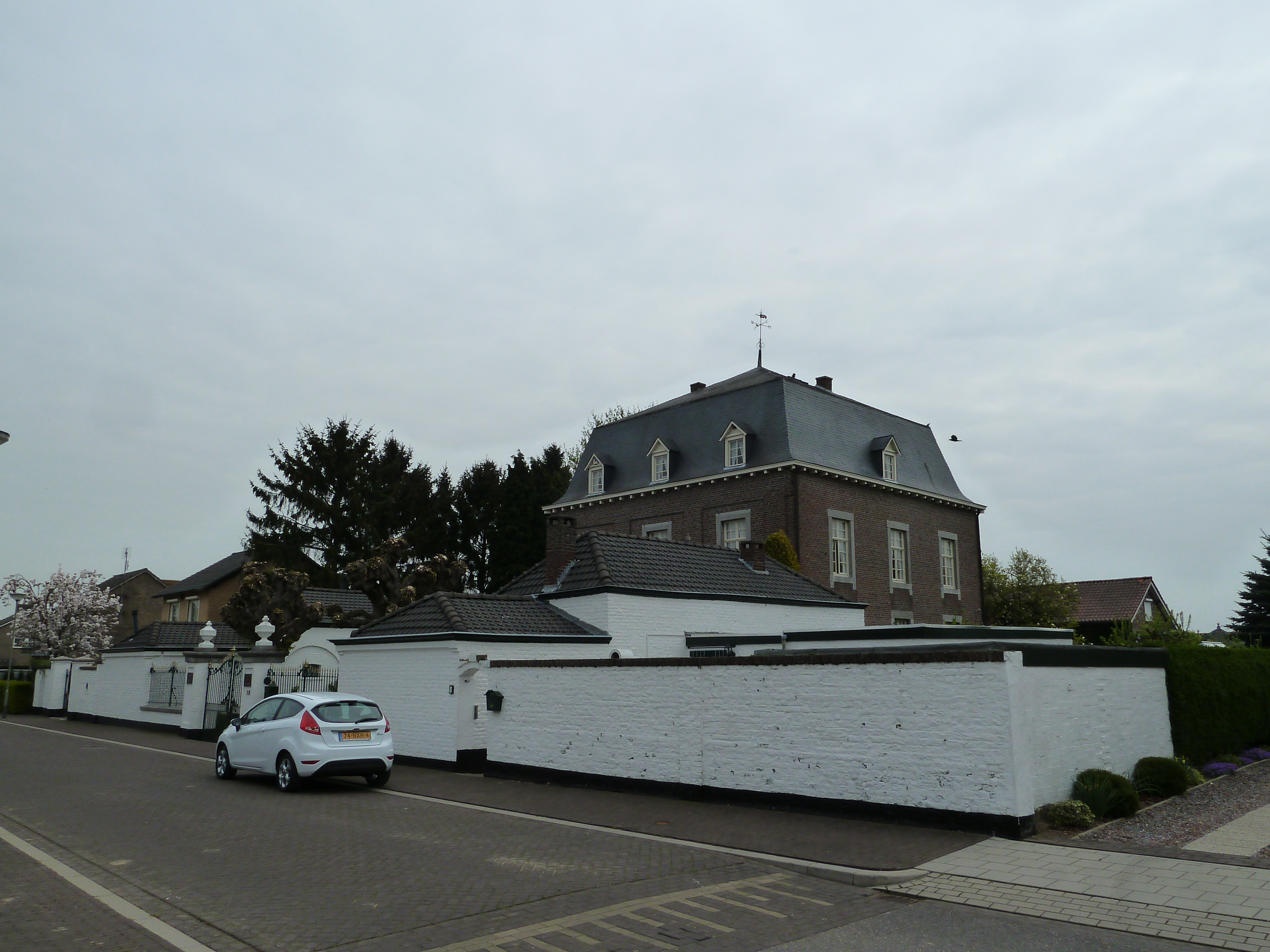
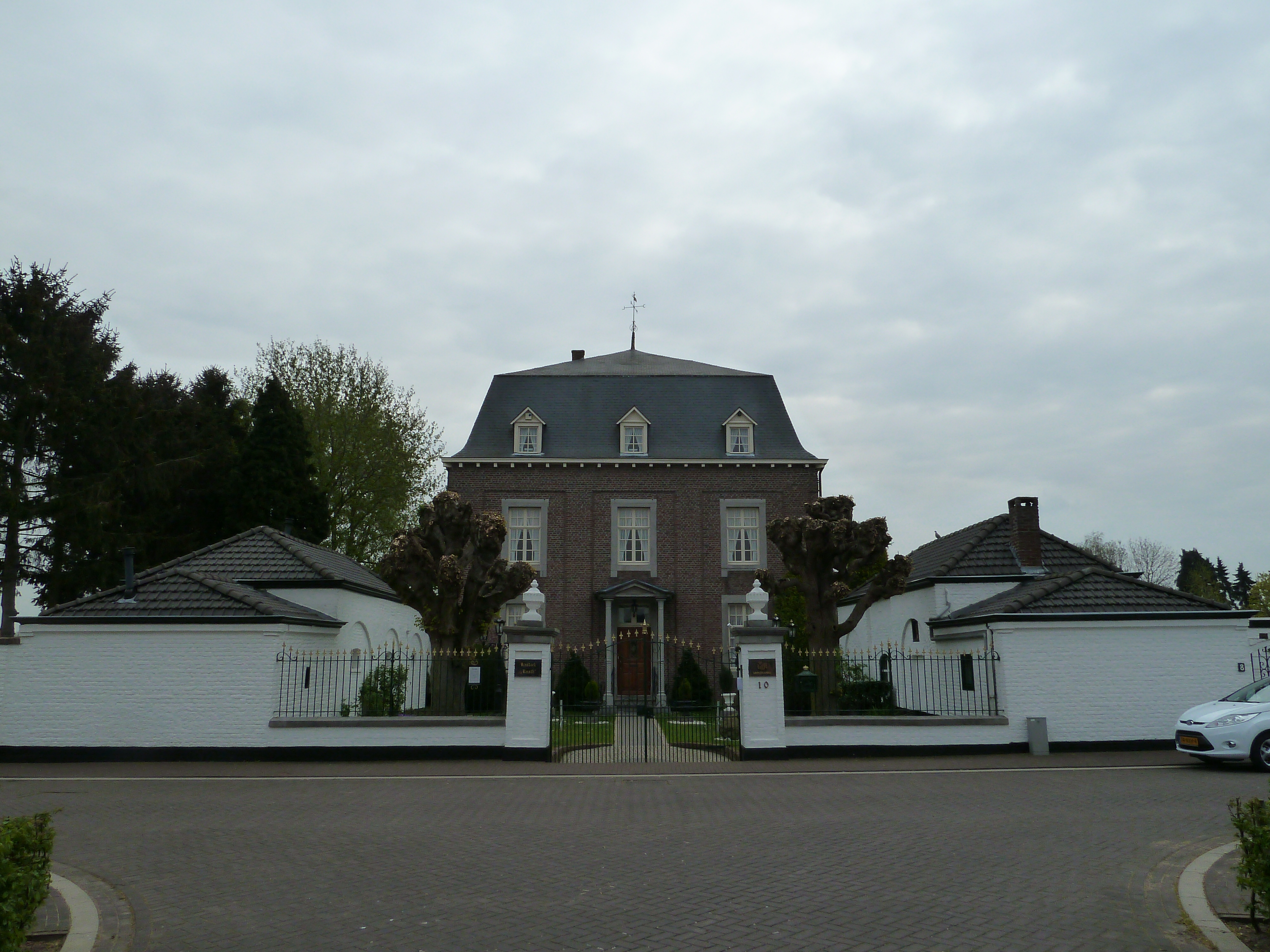
Kijkende vanuit de Beukenstraat
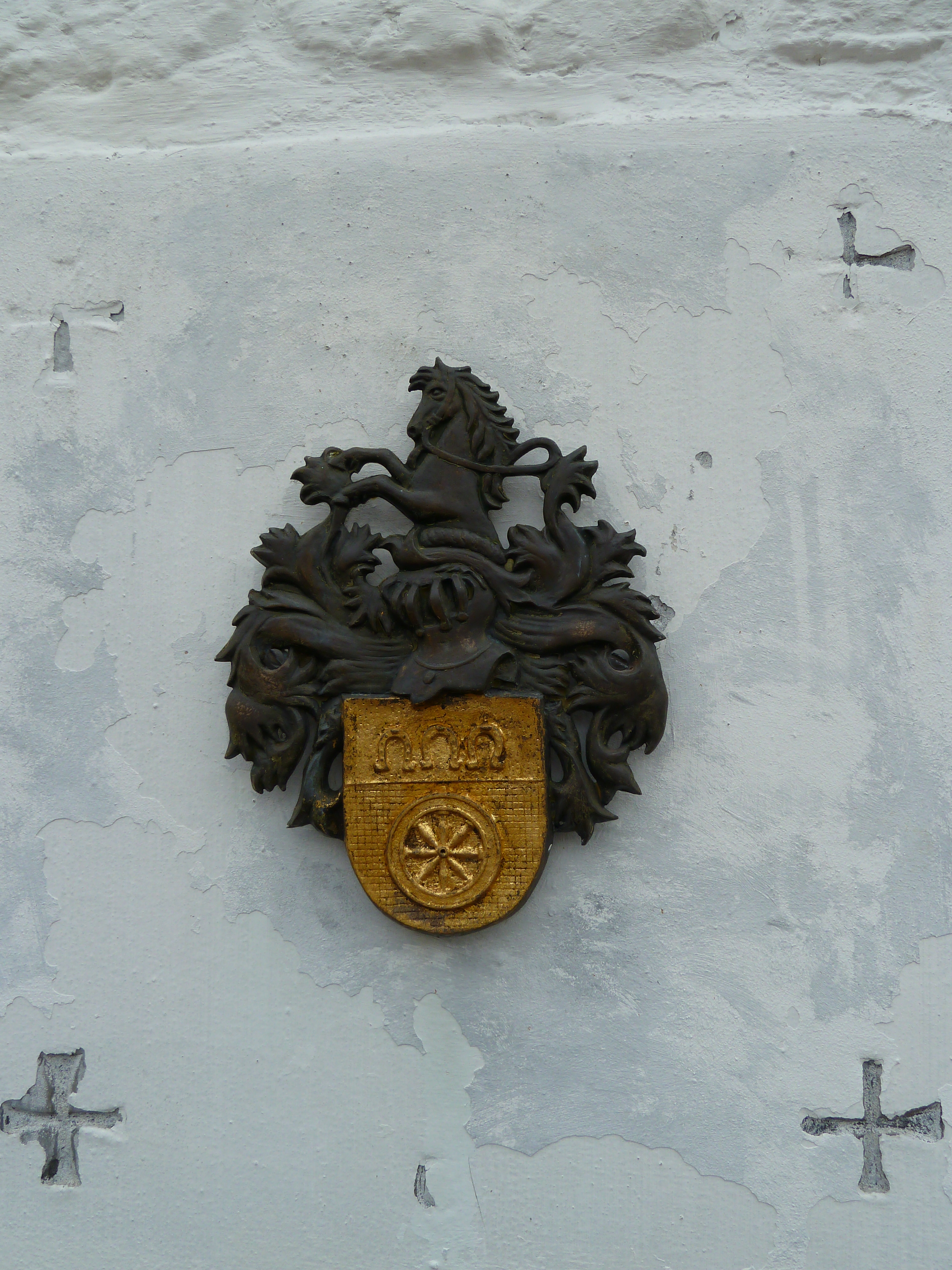
Wapen in de buitenmuur
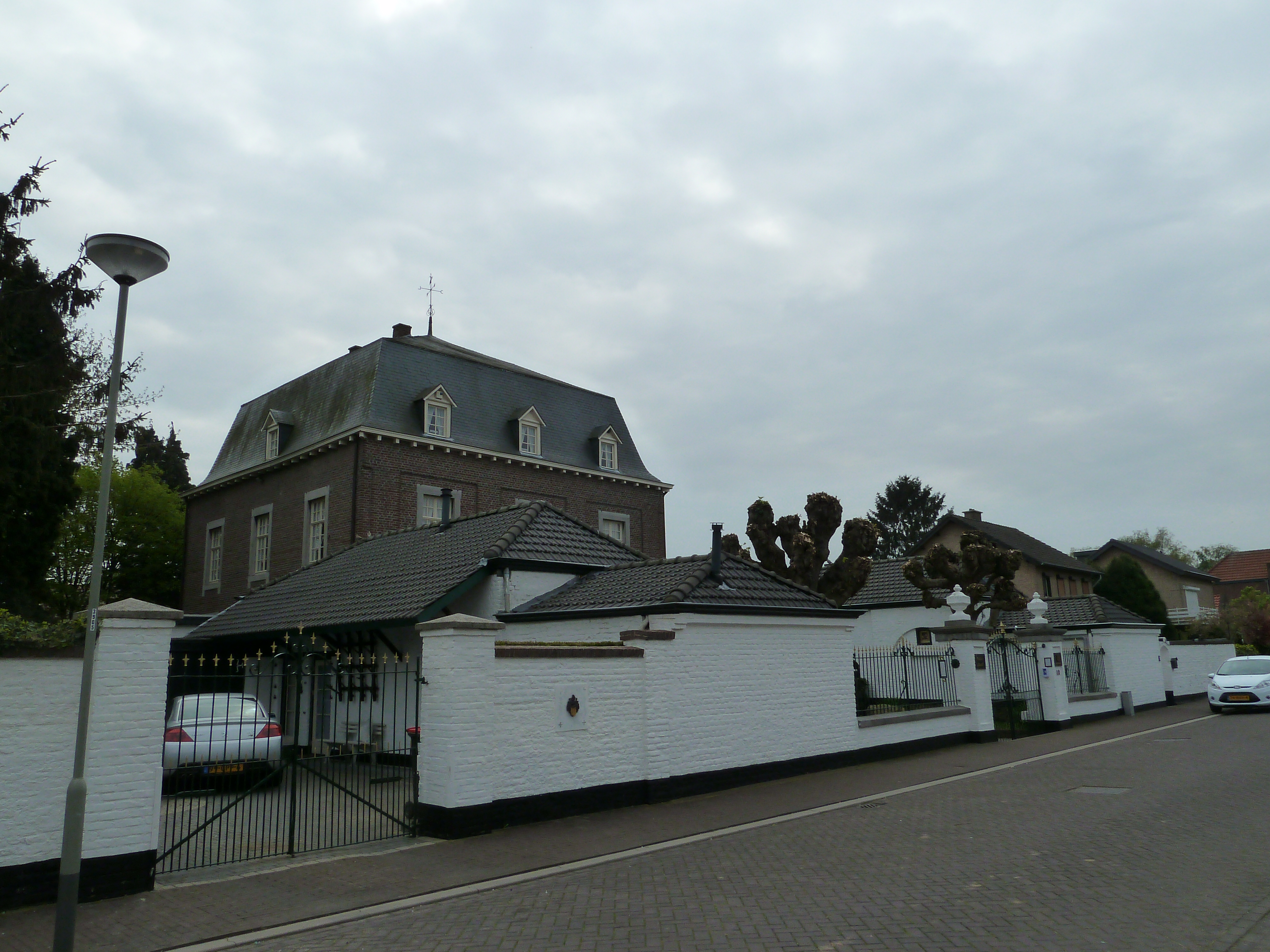